# Campionati europei di atletica leggera indoor 1972
I III campionati europei di atletica leggera indoor si sono svolti a Grenoble, in Francia, presso il Palais des Sports, dall'11 al 12 marzo 1972. 

## Risultati

### Uomini
| Specialità | Oro                                                                                     | Prestazione | Argento                                                                               | Prestazione | Bronzo                                                                              | Prestazione |
| Corse piane |                                                                                         |             |                                                                                       |             |                                                                                     |             |
| 50 metri | Valeriy Borzov                                                                          | 5"75        | Aleksandr Korneljuk                                                                   | 5"81        | Vasilis Papageorgopoulos                                                            | 5"82        |
| 400 metri | Georg Nückles                                                                           | 47"24       | Ulrich Reich                                                                          | 47"42       | Wolfgang Müller                                                                     | 47"42       |
| 800 metri | Jozef Plachý                                                                            | 1'48"84     | Ivan Ivanov                                                                           | 1'49"05     | Francis Gonzalez                                                                    | 1'49"17     |
| 1.500 metri | Jacky Boxberger                                                                         | 3'45"66     | Spylios Zacharopoulos                                                                 | 3'46"08     | Jürgen May                                                                          | 3'46"42     |
| 3.000 metri | Juris Grustins                                                                          | 8'02"85     | Yuriy Aleksashin                                                                      | 8'03"20     | Ulrich Brugger                                                                      | 8'05"07     |
| Corse a ostacoli |                                                                                         |             |                                                                                       |             |                                                                                     |             |
| 50 metri ostacoli | Guy Drut                                                                                | 6"51        | Manfred Schumann                                                                      | 6"58        | Anatoliy Moshiashvili                                                               | 6"59        |
| Staffette |                                                                                         |             |                                                                                       |             |                                                                                     |             |
| Staffetta 4×360 metri | Polonia Jan Werner Waldemar Korycki Ján Balachowski Andrzej Badeński                    | 3'11"1      | Germania Ovest Peter Bernreuther Rolf Krüsmann Georg Nückles Ulrich Reich             | 3'11"9      | Francia Patrick Salvador André Paoli Michel Dach Gilles Bertould                    | 3'15"6      |
| Staffetta 4×720 metri | Germania Ovest Thomas Wessinghage Harald Norpoth Paul-Heinz Wellmann Franz-Josef Kemper | 6'26"4      | Unione Sovietica Alexey Taranov Valeriy Taratynov Ivan Ivanov Stanislav Meshcherskich | 6'27"0      | Polonia Zenon Szordykowski Krzysztof Linkowski Stanislaw Waskiewicz Andrzej Kupczyk | 6'27"6      |
| Salti |                                                                                         |             |                                                                                       |             |                                                                                     |             |
| Salto con l'asta | Wolfgang Nordwig                                                                        | 5,40 m =    | Hans Lagerqvist                                                                       | 5,40 m      | Antti Kalliomäki                                                                    | 5,30 m      |
| Salto in alto | István Major                                                                            | 2,24 m      | Kęstutis Šapka                                                                        | 2,22 m      | Jüri Tarmak                                                                         | 2,22 m      |
| Salto in lungo | Max Klauß                                                                               | 8,02 m      | Hans Baumgartner                                                                      | 7,99 m      | Jaroslav Brož                                                                       | 7,88 m      |
| Salto triplo | Viktor Saneev                                                                           | 16,97 m     | Carol Corbu                                                                           | 16,89 m     | Valentin Shevchenko                                                                 | 16,73 m     |
| Lanci |                                                                                         |             |                                                                                       |             |                                                                                     |             |
| Getto del peso | Hartmut Briesenick                                                                      | 20,67 m     | Władysław Komar                                                                       | 20,32 m     | Jaroslav Brabec                                                                     | 19,94 m     |
| record mondiale; record mondiale stagionale; record europeo; record europeo stagionale; record dei campionati; record nazionale; record personale; record personale stagionale. |                                                                                         |             |                                                                                       |             |                                                                                     |             |

### Donne
| Specialità | Oro                                                                                    | Prestazione | Argento                                                                                       | Prestazione | Bronzo                                                                  | Prestazione |
| Corse piane |                                                                                        |             |                                                                                               |             |                                                                         |             |
| 50 metri | Renate Stecher                                                                         | 6"25        | Annegret Richter                                                                              | 6"28        | Sylviane Telliez                                                        | 6"31        |
| 400 metri | Christel Frese                                                                         | 53"36       | Inge Bödding                                                                                  | 54"60       | Erika Weinstein                                                         | 54"73       |
| 800 metri | Gunhild Hoffmeister                                                                    | 2'04"83     | Ileana Silai                                                                                  | 2'05"17     | Svetla Zlateva                                                          | 2'05"50     |
| 1.500 metri | Tamara Pangelova                                                                       | 4'14"62     | Ljudmila Bragina                                                                              | 4'18"35     | Vasilena Amzina                                                         | 4'18"84     |
| Corse a ostacoli |                                                                                        |             |                                                                                               |             |                                                                         |             |
| 50 metri ostacoli | Annelie Ehrhardt                                                                       | 6"85        | Teresa Sukniewicz                                                                             | 6"94        | Grażyna Rabsztyn Meta Antenen                                           | 7"05        |
| Staffette |                                                                                        |             |                                                                                               |             |                                                                         |             |
| Staffetta 4×180 metri | Germania Ovest Elfgard Schittenhelm Christine Tackenberg Annegret Kroniger Rita Wilden | 1:24"1      | Francia Michèle Beugnet Christiane Marlet Claudine Meire Nicole Pani                          | 1:37"6      | Austria Christa Kepplinger María Sykora Carmen Mahr Monika Holzschuster | 1:29"5      |
| Staffetta 4×360 metri | Germania Ovest Rita Wilden Erika Weinstein Christel Frese Inge Bödding                 | 3:10"85     | Unione Sovietica Natal'ja Čistjakova Lyudmila Aksyonova Lyubov Savyalova Nadezhda Kolesnikova | 3:11"20     | Francia Madeleine Thomas Bernadette Martin Nicole Duclos Colette Besson | 3:11"65     |
| Salti |                                                                                        |             |                                                                                               |             |                                                                         |             |
| Salto in alto | Rita Schmidt                                                                           | 1,90 m      | Rita Gildemeister                                                                             | 1,84 m      | Yordanka Blagoeva                                                       | 1,84 m      |
| Salto in lungo | Brigitte Roesen                                                                        | 6,58 m      | Meta Antenen                                                                                  | 6,42 m      | Jarmila Nygrýnová                                                       | 6,39 m      |
| Lanci |                                                                                        |             |                                                                                               |             |                                                                         |             |
| Getto del peso | Nadežda Čižova                                                                         | 19,41 m     | Antonina Ivanova                                                                              | 18,54 m     | Marianne Adam                                                           | 18,30 m     |
| record mondiale; record mondiale stagionale; record europeo; record europeo stagionale; record dei campionati; record nazionale; record personale; record personale stagionale. |                                                                                        |             |                                                                                               |             |                                                                         |             |

## Medagliere
Legenda
     Paese ospitante
| Posizione | Paese            | Oro | Argento | Bronzo | Totale |
| --------- | ---------------- | --- | ------- | ------ | ------ |
| 1         | Germania Est     | 7   | 1       | 2      | 10     |
| 2         | Germania Ovest   | 6   | 6       | 3      | 15     |
| 3         | Unione Sovietica | 5   | 8       | 3      | 16     |
| 4         | Francia          | 2   | 1       | 4      | 7      |
| 5         | Polonia          | 1   | 2       | 2      | 5      |
| 6         | Cecoslovacchia   | 1   | 0       | 3      | 4      |
| 7         | Ungheria         | 1   | 0       | 0      | 1      |
| 8         | Romania          | 0   | 2       | 0      | 2      |
| 9         | Grecia           | 0   | 1       | 1      | 2      |
| 9         | Svizzera         | 0   | 1       | 1      | 2      |
| 11        | Svezia           | 0   | 1       | 0      | 1      |
| 12        | Bulgaria         | 0   | 0       | 3      | 3      |
| 13        | Austria          | 0   | 0       | 1      | 1      |
| 13        | Finlandia        | 0   | 0       | 1      | 1      |
| Totale    | Totale           | 23  | 23      | 23     | 69     |